# Kranjska Rinka
Le Kranjska Rinka est un sommet des Alpes culminant à 2 453 mètres d'altitude au centre des Alpes kamniques, en Slovénie. C'est le sommet le plus élevé des quatre Rinke.
Les Rinke (pluriel de Rinka) sont quatre sommets distincts dont l'ensemble constitue le tripoint des régions traditionnelles de Haute-Carniole, Basse-Styrie et Carinthie slovène, ainsi que deux lignes de partage des eaux. Les quatre Rinke sont Kranjska Rinka, Koroška Rinka (Križ), Štajerska Rinka et Mala Rinka.
En 1874, Johannes Frischauf fut le premier touriste à atteindre les Rinke, accompagné d'un guide.
Le versant sud du Kranjska Rinka est formé de courtes parois s'élevant au-dessus de la terrasse karstique Mali podi. Le versant nord-ouest et ouest s'élève au-dessus de la terrasse glaciaire Ledine (ou Vadine) et de son refuge de montagne Kranjska koča. L'arête Rinka-Skuta, dont l'ouverture date de 1907, relie le Kranjska Rinka au Skuta vers l'ouest, et c'est au fil d'une autre arête qu'il est relié au Koroška Rinka vers le nord-est.